# Шпанска монархија
Шпанска монархија (шп. Monarquía Española), позната и као Круна (шп. la Corona) или Хиспанска монархија, је систем уставне монархије у којој звање шефа државе припада наследном монарху. Положај монарха одређен је принципом да монарх „влада али не управља“.
Монарх Краљевине Шпаније од 19. јуна 2014. је краљ Филип VI. Његова званична титула је Његово Католичко Величанство, Краљ Шпаније, Краљ Кастиље, Леона, Арагона, Две Сицилије, Јерусалима, Наваре, Гранаде, Севиље, Толеда, Валенсије, Галиције, Сардиније, Кордобе, Корзике, Мурсије, Хаена, Алгарвеа, Алхесираса, Гибралтара, Канарских острва, Источне и Западне Индије, Острва и Копна Океана; Надвојвода Аустрије, Војвода Бургундије, Брабанта, Милана, Атине и Неопатраса; Гроф Хабзбурга, Фландије, Тирола, Русијона и Барселоне; Лорд Бискаја и Молине де Арагона; Капетан генерал и Врховни Командант Краљевских оружаних снага; Суверени Велики Мајстор Реда Златног Руна и уручивалац награда Шпанске државе. Владајућа династија је династија Бурбон.
Престолонаследница је Леонор од Шпаније.
Званична резиденција је Краљевска палата у Мадриду.